# Maxwell Caulfield
Maxwell Caulfield (Belper, 23 november 1959) is een Engelse/Amerikaanse acteur.

## Familie[1]
- Zoon van Peter Nelby Maclaine en Oriole Caulfield; toen zijn ouders scheidden is hij bij zijn moeder gebleven. Later trouwde zijn moeder met een Amerikaan.
- Halfbroer van Marcus Maclaine, een muzikant.
- Getrouwd met Juliet Mills[2] op 2 december 1980. Juliet Mills is 18 jaar ouder dan hij.
- Stiefvader van Melissa Caulfield[3] en van Sean Alquist.
- Schoonzoon van John Mills[4] en Mary Hayley Bell[5] en zwager van Hayley Mills[6].
- Oom van Crispian Mills[7] (zoon van Hayley Mills).

## Biografie
Caulfield is opgegroeid in England en zijn Amerikaanse stiefvader zette hem uit zijn huis toen hij rond de vijftien was. Hierna werd hij een mannelijke erotische danser in de Windmill Theatre in Londen. Dit om een vergunning te krijgen om in theaters te mogen werken. Later heeft hij ook een Green Card gekregen om in Amerika te blijven.
Caulfield maakte naam in Amerika om veertig minuten compleet naakt op het podium in een theater te staan met actrice Jessica Tandy.
Caulfield begon in 1967 met acteren voor tv in de film Accident. Hierna heeft hij nog meerdere rollen gespeeld in televisieseries en films zoals Dynasty (1985-1986), The Colbys (1985-1987), Spider-Man (1995-1998), Strip Mall (2000-2001), Casualty (2003-2004) en Emmerdale Farm (2009-2010).

## Filmografie[8]

### Films
Uitgezonderd korte films.
- 2023 Craft Me a Romance - als Alfred
- 2023 7000 Miles - als Bert
- 2022 Love Accidentally - als Craig
- 2022 Butlers in Love - als Charles Willoughby
- 2021 Lost & Found in Rome - als Howard Thorndyke
- 2020 Axcellerator - als Ray Moritz
- 2015 Small Town Prince - als King
- 2015 I'm Not Ready for Christmas - als Greydon DuPois
- 2013 Second Chances - als Henry
- 2009 Dire Wolf – als sheriff Parker
- 2008 Nightmare City 2035 – als Alex McDowell
- 2007 Cry of the Winged Serpent – als Griffin
- 2006 The Great San Francisco Earthquake – als burgemeester Schmitz
- 2004 Dragon Storm – als Silas – televisiefilm
- 2001 Facing the Enemy – als Harlan Moss
- 2001 The Hit – als Keith
- 2000 Submerged – als agent Jim Carpenter
- 2000 The Perfect Tenant – als Daniel Summer
- 2000 Overnight Sensation – als Mark Conner
- 2000 Missing Pieces – als Stuart
- 1999 More to Love – als Barry Gordon
- 1999 Dazzle – als Tom
- 1999 Smut – als 'Tex' Scram
- 1997 The Man Who Knew Too Little – als brits agent
- 1997 The Real Blonde – als Bob
- 1997 Divine Lovers – als Jeff Thompson
- 1996 Prey of the Jaguar – als Derek Leigh
- 1996 Oblivion 2: Backlash – als Sweeney
- 1996 The Rockford Files: Godfather Knows Best – als Ian Levin
- 1996 Spider-Man: Sins of the Fathers – als Alistair Smythe (stem)
- 1995 Empire Records – als Rex Manning
- 1994 Inevitable Grace – als Adam Cestare
- 1993 Gettysburg – als Strong Vincent
- 1993 Callendar Girl – als man in badjas
- 1993 Midnight Witness – als Garland
- 1993 Alien Intruder – als Nick
- 1993 No Escape, No Return – als William Robert Sloan
- 1992 Animal Instincts – als David Cole
- 1992 Dance with Death – als Shaughnessy
- 1992 Waxwork II: Lost in Time – als Mickey
- 1991 Dynasty: The Reunion – als Miles Colby
- 1990 Fatal Sky – als George Abbott
- 1990 Blue Bayou – als Phil Serulla
- 1990 Exiled in America – als Joe Moore
- 1990 Sundown: The Vampire in Retreat – als Shane
- 1989 Mind Games – als Eric Garrison
- 1986 The Supernaturals – als Raly Ellis
- 1985 The Boys Next Door – als Roy Alston
- 1984 Electric Dreams – als Bill
- 1984 The Parade – als Jeff
- 1983 Journey's End – als Stanhope
- 1982 Grease 2 – als Michael Carrington
- 1967 Accident – als Ted

### Televisieseries
Uitgezonderd eenmalige gastrollen.
- 2023 The Bay - als sir Thomas Kenway - 7 afl.
- 2013 DeVanity - als Richard DeVanity - 2 afl.
- 2009-2010 Emmerdale Farm – als Mark Wylde – 159 afl.
- 2003 – 2004 Casualty – als Jim Broodle – 58 afl.
- 2000 – 2001 Strip Mall – als Rafe Barrett – 22 afl.
- 2000 La Femme Nikita – als Helmut Volker – 2 afl.
- 1995 – 1998 Spider-Man – als Alistair Smythe (stem) – 18 afl.
- 1996 – 1997 All My Children – als Pierce Riley – 2 afl.
- 1989 Till We Meet Again – als Alain Marais – miniserie
- 1985 – 1987 The Colbys – als Miles Colby – 49 afl.
- 1980 Ryan's Hope – als Punk – 4 afl.

### Computerspellen
- 2002 James Bond 007: Nightfire – als James Bond

- Biblioteca Nacional de España: XX1297489
- Bibliothèque nationale de France: cb14162716x (data)
- Gemeinsame Normdatei: 1059827042
- International Standard Name Identifier: 0000 0000 5934 2639
- Library of Congress Control Number: n95049710
- MusicBrainz: 1bc50b61-6f96-4bf0-9576-4b058789f02a
- Nationale Bibliotheek van Tsjechië: xx0322254
- Nationale bibliotheek van Australië: 57470392
- Nederlandse Thesaurus van Auteursnamen: 125258887
- Trove: 1684462
- Virtual International Authority File: 10057951
- WorldCat: E39PBJjhF9pgddbQ6V46WCWCcP